# الحصفة
قرية الحصفة هي إحدى القرى التابعة لمركز الرياض في محافظة كفر الشيخ في جمهورية مصر العربية. حسب إحصاءات سنة 2006، بلغ إجمالي السكان في الحصفة 6002 نسمة، منهم 2890 رجل و3112 امرأة.